# براين جونز
براين جونز (بالإنجليزية: Bryn Jones)‏ هو لاعب كرة قدم بريطاني، ولد في 26 مايو 1939 في Bagillt ‏ في المملكة المتحدة. لعب مع نادي تشستر سيتي ونادي واتفورد.